# Susana Baca
Susana Baca (Chorrillos (provincie Lima), 24 mei 1944) is een Peruviaanse zangeres, etnomusicologe en docente. Ze is daarnaast enkele maanden minister van Cultuur geweest in Peru, onder president Ollanta Humala.
Baca won drie Latin Grammy Awards, een nominatie voor een Grammy Award en een Songlines Music Award. Ze heeft als zangeres een belangrijke bijdrage geleverd aan de heropleving van Afro-Peruviaanse muziek, en geeft in haar protestliederen een stem aan gemarginaliseerde groepen in Zuid-Amerika.
Susana Baca trad verschillende keren op in Nederland en België, onder andere op het Amsterdam Roots Festival, Festival Dranouter, Sfinks, in het Bimhuis en in Rasa.

## Leven en loopbaan
Susana Baca groeide op in Chorrillos, een vissersdorpje aan de kust bij Lima, Peru. 
Haar muziek is een mix van traditionele en hedendaagse invloeden. De muzikanten in haar band gebruiken verschillende traditionele en inheems Peruviaanse muziekinstrumenten zoals de cajón (een handtrommel) en udu (een kleipot), maar ook akoestisch gitaar en elektrische contrabas. 
Veel van haar songs zijn gebaseerd op traditionele Peruviaanse liedvormen en genres zoals de landó of de Peruviaanse of creoolse wals. Maar ze gebruikt ook elementen van Cubaanse en Braziliaanse muziek.
De internationale waardering voor haar werk begon toen het platenlabel Luaka Bop een song van Susana Bacana opnam op het verzamelalbum Afro-Peruvian Classics: The Soul of Black Peru in 1995. Susana Bacana nam daarna verschillende albums op bij Luaka Bop. 
In 2016 werkte Baca mee aan het album Family Dinner, vol. 2 van Snarky Puppy.
In 2020 bracht Susana Baca een nieuw album uit met de titel Palabras Urgentes. Michael League van Snarky Puppy produceerde het album. Op dit album schreef Baca over maatschappelijke onderwerpen zoals corruptie en de klimaatcrisis. De plaat werd goed ontvangen; Songlines Magazine schreef dat Baca nog nooit zo goed had geklonken.

## Prijzen
- 2001 - Nominatie voor een Grammy Award in de categorie Best Traditional Tropical Latin Album voor het album Canto
- 2002 - Latin Grammy Award in de categorie Best Folk Album voor het album Lamento Negro
- 2011 - Latin Grammy Award in de categorie Best Song voor de song Latinoamérica van Calle 13 in samenwerking met Susana Baca
- 2020 - Latin Grammy Award in de categorie Best Folk Album voor het album A Capella
- 2022 - Songlines Music Award in de categorie Americas voor het album Palabras Urgentes

## Discografie
- 1987 - Poesía y Canto Negro
- 1991 - Vestida de Vida, Canto Negro de las Américas!
- 1992 - Fuego y Agua
- 1997 - Susana Baca (Luaka Bop)
- 2000 - Eco de Sombras (Luaka Bop)
- 2001 - Lamento Negro (Tumi Music)
- 2002 - Espíritu Vivo (Luaka Bop)
- 2002 - A Viva Voz
- 2004 - The Best of Susana Baca (Luaka Bop)
- 2006 - Travesías (Luaka Bop)
- 2009 - Seis Poemas (Luaka Bop)
- 2010 - Mama
- 2010 - Cantos de Adoración
- 2011 - Afrodiaspora (Luaka Bop)
- 2020 - A Capella: Grabado en Casa Durante la Cuarentena
- 2021 - Palabras Urgentes (Real World)

## Galerij

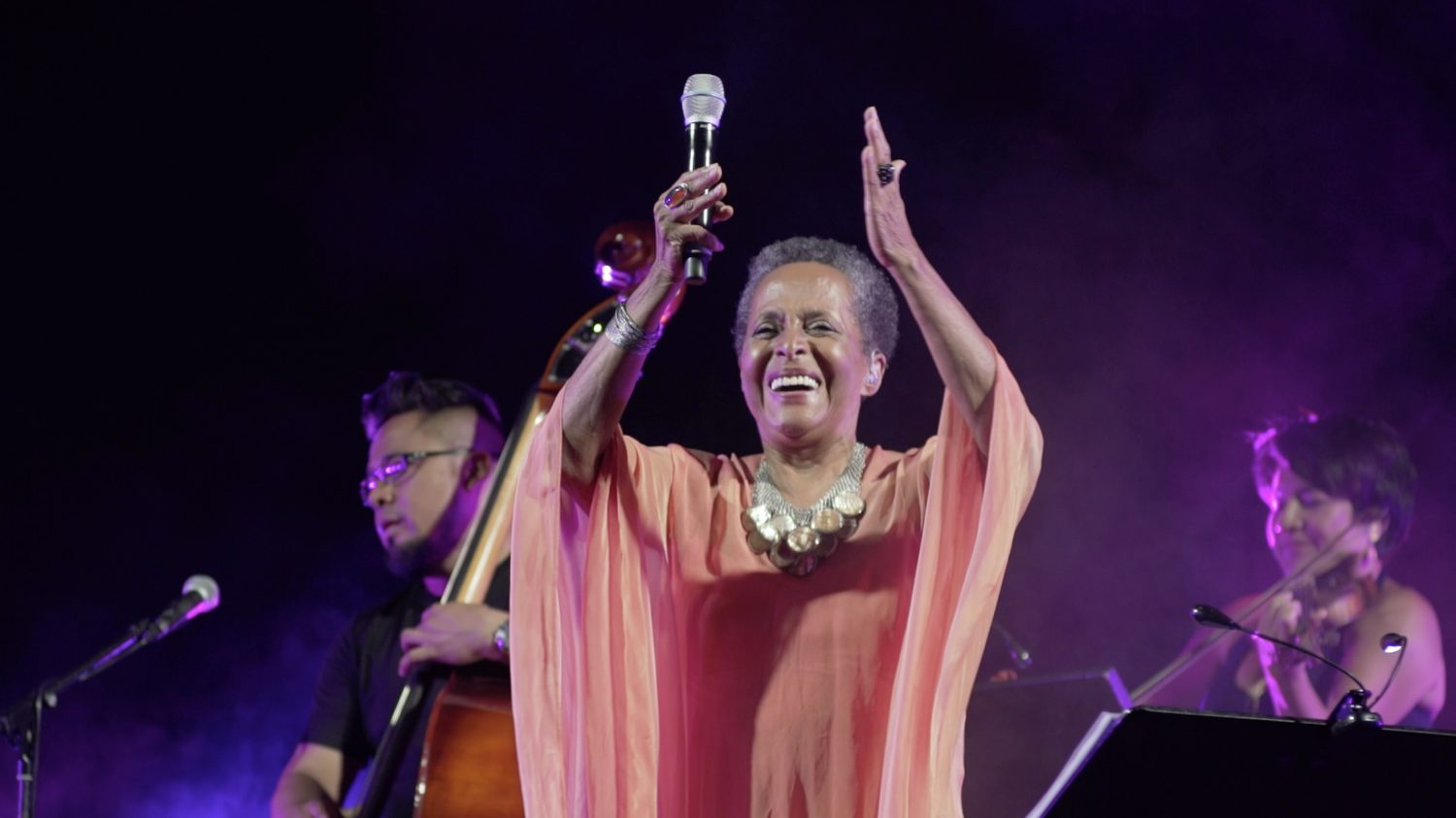
Susana Baca tijdens een optreden in 2007
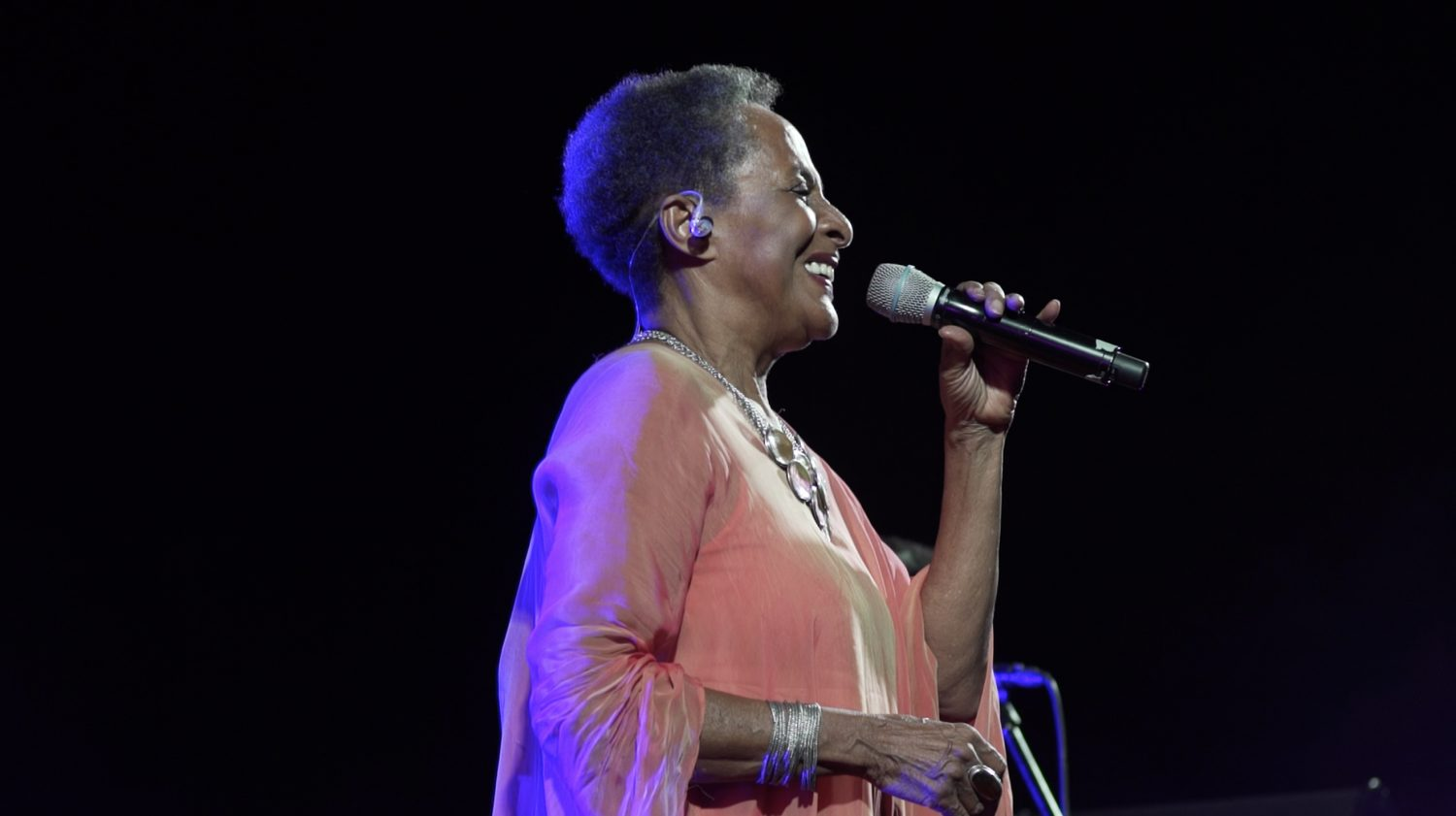